# Tomokazu Myojin
Tomokazu Myojin (明神 智和, Myōjin Tomokazu), né le 24 janvier 1978 à Kōbe, est un footballeur japonais jouant actuellement au Nagoya Grampus.

## Biographie
En tant que milieu défensif, Tomokazu Myojin fut international japonais à 26 reprises (2000-2003) pour trois buts inscrits. Il participa aux JO 2000, où le Japon fut quart-de-finaliste. Il participa à la Coupe d'Asie des nations de football 2000, où il inscrivit deux buts (un en quart contre l'Irak et un en demi contre la Chine). Il remporta ce tournoi. Fort de ce titre, il participa à la Coupe des confédérations 2001, où il fut finaliste, battu en finale par la France. Il participa à la Coupe du monde de football de 2002. Il ne joua pas le premier match, mais il fut titulaire dans les trois matchs suivants, n'inscrivant pas de but, ni ne prit de carton. Le Japon est éliminé en huitièmes. Il participa à la Coupe des confédérations 2003, mais le Japon fut éliminé au premier tour.
Il joua de 1996 à 2005 à Kashiwa Reysol, remportant une coupe de la ligue japonaise en 2000 et fit partie de la J. League Best Eleven la même année. Depuis 2006, il joue pour Gamba Osaka, avec qui il a déjà remporté une Ligue des champions de l'AFC en 2008, une supercoupe du Japon, une coupe de l'Empereur et une coupe de la Ligue.

## Palmarès
- Coupe d'Asie des nations de football
  - Vainqueur en 2000
- Coupe des confédérations
  - Finaliste en 2001
- J. League Best Eleven
  - Récompensé en 2000
- Coupe de la Ligue japonaise de football
  - Vainqueur en 2000 et en 2007
- Coupe du Japon de football
  - Vainqueur en 2008
  - Finaliste en 2006
- Supercoupe du Japon de football
  - Vainqueur en 2007
  - Finaliste en 2006 et en 2009
- Ligue des champions de l'AFC
  - Vainqueur en 2008
- Championnat du Japon
  - 'Champion en 2014